# Luchthaven Kalamata
Luchthaven Kalamata (Grieks: Κρατικός Αερολιμένας Καλαμάτας) is een internationale luchthaven op het Griekse vasteland in de buurt van de stad Kalamáta. Het vliegveld wordt voornamelijk gebruikt tijdens de zomer. Enkele toestellen van Aegean Airlines staan gestationeerd op de luchthaven. De luchthaven wordt tevens gebruikt als vliegbasis voor het trainen van piloten voor de Griekse luchtmacht.

## Ligging
Het vliegveld ligt in het zuiden van het vasteland van Griekenland tussen de stad Kalamáta en het dorpje Messini in. 1986 De landingsbaan van het vliegveld ligt van noord naar zuid en heeft een lengte van 2703 meter lang. Vroeger was er een landingsbaan van 2876 meter, maar deze is omgebouwd tot een taxibaan.

## Geschiedenis
De geschiedenis van het vliegveld is niet zo groot, want op het vliegveld zijn maar zelden veranderingen toegepast. Het vliegveld is in 1959 geopend. Vanaf 1986 begonnen chartervluchten te opereren naar diverse bestemmingen, waarna in 1991 een nieuwe luchthavengebouw werd gebouwd. Deze terminal werd gebouwd door Hellenic Civil Aviation. In 2012 werd de luchthaven vernoemd naar Vassilis Constantakopoulos, een Griekse Schipper, die een jaar eerder overleed.

## Gebruikers en bestemmingen
Naast Aegean Airlines vliegen bijvoorbeeld Condor en Thomas Cook Airlines naar de luchthaven van Kalamáta. Transavia vliegt seizoensgebonden vanaf Amsterdam. Bijna alle vluchten zijn seizoensgebonden, met uitzondering van vluchten van en naar Thessaloniki, uitgevoerd door Olympic Air

## Voorzieningen
Het vliegveld ligt niet in de buurt van een station, dus moet men met de auto, bus of taxi. Binnen in het luchthavengebouw bevinden zich enkele Duty-free shops en zijn er een paar kleine winkeltjes voor souvenirs. Net buiten het vliegveld zijn er enkele parkeergelegenheden. Er zijn ook een paar autoverhuurbedrijven gevestigd, de balies hiervan bevinden zich in de aankomsthal.